# BanG Dream!
BanG Dream! (バンドリ！?), también conocida como Bandori!, es una franquicia de medios de comunicación japonesa creada en enero de 2015 por Bushiroad. Consta del grupo musical Poppin' Party, el cual estuvo formado desde febrero de 2015, así como múltiples bandas, mangas, series de anime y su juego móvil BanG Dream! Girls Band Party! por Craft Egg. La primera temporada televisiva fue animada por Issen (OLM con Bushiroad) y XEBEC desde enero a abril de 2017.
La serie fue continuado con dos temporadas más en 2019 y 2020. En 2018, se confirmó que Sanzigen se encargaría de la serie en vez de Issen y XEBEC para la segunda y tercera temporada. También en 2018, se confirmó que Sanzigen animaría el spin-off BanG Dream! Girls Band Party! ☆ Pico con DMM.futureworks, y Pastel Life sería hecha por el Studio A-Cat. Un anime siguiendo a MyGO!!!!! titulado It's MyGO!!!!!, fue emitido en junio a septiembre de 2023. La secuela de It's MyGO!!!!! titulada Ave Mujica - The Die is Cast - se emitió de enero a marzo de 2025. Se ha anunciado una secuela después de It's MyGO!!!!! y Ave Mujica.
La serie ha disfrutado de popularidad internacional por sus presentaciones en vivo y juegos móviles, mientras que el anime ha visto críticas mixtas pero mejoradas con temporadas posteriores. En 2018, la franquicia se expandió para incluir una contraparte masculina, Argonavis from BanG Dream!, que se escindió en una marca independiente From Argonavis en 2021.

## Sinopsis
La serie se desarrolla alrededor de Kasumi Toyama, una estudiante de instituto despreocupada. En un comienzo se muestra emocionada por haber conseguido ingresar en una prestigiosa escuela, pero, en realidad, está buscando el "Star Beat", un sonido apasionante que escuchó mientras miraba el cielo nocturno durante sus días de infancia. Desde entonces, constantemente está buscando que el causante de aquello volviera a elevar su espíritu de esa manera.
Un día, al regresar de la escuela, se encuentra con una casa de empeños que pertenece a una de sus compañeras. En el área de almacenamiento, encuentra una extraña guitarra en forma de estrella con brillantes pegatinas en ella. Sin saberlo, inmediatamente decide formar una banda después de presenciar la actuación de "Glitter * Green" en una casa en vivo. Luego recluta a cuatro de sus compañeras de clase, Saya Yamabuki, Tae Hanazono, Rimi Ushigome y Arisa Ichigaya, cuya casa de empeños visitó. A pesar de sus dudas iniciales, aceptan a regañadientes formar una banda llamada "Poppin 'Party". Al superar muchos obstáculos y resolver algunos de sus problemas personales, Kasumi finalmente encuentra la emoción que había estado buscando.

## Historia

### Primeros años (2015–2016)
La premisa de BanG Dream! fue conceptualizada en marzo de 2014 por el presidente de Bushiroad, Takaaki Kidani, quien quería liderar un proyecto musical después de ver el éxito de Love Live! School Idol Festival, un juego para móviles publicado por su empresa. Cuando un miembro del personal asistió al concierto The Idolmaster Masters of Idol World!! 2014 en el Saitama Super Arena, se interesaron en la guitarrista Aimi y propusieron tenerla en una banda exclusivamente femenina. Pensando que tal concepto sería más viable como una franquicia de medios, Kidani concluyó que el mejor método de su nuevo proyecto para lograr el éxito sería tener actrices de voz que pudieran tocar sus propios instrumentos en espectáculos en vivo. Para diferenciarlo de trabajos musicales similares, Kidani ha enfatizado que BanG Dream! no es una franquicia de ídolos sino una serie de "bandas de chicas".
El novelista Kō Nakamura fue contactado por un editor de Bushiroad que había leído su libro de música Round and Round Slide para escribir la historia, y se asoció con Aya Ishida para el primer trabajo de la franquicia, BanG_Dream! Star Beat; el manga comenzó a serializarse en la revista Monthly Bushiroad en enero de 2015. El universo de Star Beat fue reeditado luego del reinicio de la franquicia en 2016 como BanG Dream! sin la música de fondo.
En su concierto de Love Generation del 28 de febrero de 2015, Aimi anunció que se había unido a la franquicia, lo que incluía crear una banda y actuar como guitarrista y vocalista. Rimi Nishimoto y Ayasa Itō se unieron a la banda en abril, y las tres presentaron el primer concierto del proyecto el 18 de abril. En junio, Aimi realizó un concierto en solitario en CharaExpo 2015 en Singapur, la primera actuación de la franquicia fuera de Japón. El grupo se llamó oficialmente Poppin'Party durante el mes, y Sae Ōtsuka y Ayaka Ōhashi completaron la formación de la banda más tarde ese año. Además de las presentaciones en vivo, las cinco prestarían su voz a sus propios personajes en otros medios, como una serie de anime y videos musicales animados; los diseños de los personajes también se basaron vagamente en sus actrices de voz para reflejar mejor su capacidad para cantar y actuar.

### Lanzamiento de anime y videojuegos (2017–2019)
En 2017, BanG Dream! se expandió para incluir el anime y el juego para móviles BanG Dream! Girls Band Party!. Antes del lanzamiento de este último, la franquicia tuvo dificultades para atraer más apoyo de los fanáticos; en la primavera, la atención de los medios se centró en un evento oficial de dōjinshi (trabajos autopublicados como el manga) que solo vio a nueve círculos registrados (un grupo de artistas que crean un determinado trabajo) a pesar de organizarse para 400 círculos disponibles. Una recepción tibia al anime impulsó a Kidani a reenfocar su alcance en el juego; para su lanzamiento el 16 de marzo, GBP había atraído a más de 560.000 jugadores preinscritos. Kidani atribuyó su éxito final a la colaboración con Craft Egg y Elements Garden y la inclusión de versiones de canciones populares. Cuatro bandas más: Afterglow, Pastel Palettes (estilizado como Pastel＊Palettes), Roselia y Hello, Happy World!, se presentaron con la llegada del juego.
Las vocalistas de Afterglow (Ayane Sakura), Pastel Palettes (Ami Maeshima) y Hello, Happy World! (Miku Itō) fueron reveladas durante una presentación en Sunshine City, Tokio el 7 de diciembre de 2016. Los miembros restantes del elenco de Afterglow confirmaron su participación más tarde en el mes, mientras que las actrices de voz de las otras bandas fueron anunciadas en un evento promocional en EX Theater Roppongi el 24 de febrero de 2017.
Del 13 al 14 de enero de 2018, las cinco bandas participaron en Garupa Live y Garupa Party! en Tokyo Big Sight, que incluyeron actividades para promocionar Girls Band Party! y presentaciones. The Third (Beta), una banda de respaldo que proporcionó instrumentales para Afterglow, Pastel Palettes y Hello, Happy World! en el evento ya que sus actrices de voz no eran músicos, eventualmente se convirtió en una unidad independiente; el nombre tentativo fue una referencia a ser la tercera banda de acción en vivo en la franquicia después de Poppin'Party y Roselia. El primer concierto del grupo tuvo lugar en marzo, y pasó a llamarse oficialmente a Raise A Suilen (estilizado como RAISE A SUILEN) en julio.

### Debut de Morfonica y la pandemia de COVID-19 (2020–2021)
El 1 de marzo de 2020 se presentó una séptima unidad llamada Morfonica para conmemorar el tercer aniversario de Girls Band Party!. Morfonica es la única banda de la franquicia con un violinista, una distinción que fue concebida por Craft Egg para diferenciarla mejor de las demás. El sencillo debut del grupo, "Daylight", que se lanzó el 27 de mayo, vendió más de 15.000 copias en su primera semana y alcanzó el segundo puesto en la lista semanal de sencillos de Oricon. El primer concierto de Morfonica, Cantabile, tuvo lugar el 7 de octubre.
Debido a la pandemia de COVID-19, varios eventos relacionados con la franquicia desde 2020 se han visto afectados. Breakthrough! estaba previsto para su lanzamiento el 3 de junio, pero se pospuso al 24 de junio. The BanG Dream! Special Live Girls Band Party! 2020 estaba originalmente programado para el 3 de mayo, pero se pospuso al 5 y 6 de junio de 2021, antes de volver a retrasarse al 12 de noviembre de 2022, ya que los casos aumentaron en Japón.
Una obra de teatro centrada en Raise A Suilen titulada We are Raise A Suilen: BanG Dream! The Stage, que consistió en nueve funciones en el Tennozu Galaxy Theater del 15 al 19 de julio, se transmitió en línea y se reembolsaron las entradas no utilizadas. El BanG Dream! 8th Live Summer Outdoors 3 Days, celebrado del 21 al 23 de agosto, admitió solo una cuarta parte de la capacidad del lugar. El 9 de enero de 2021, la franquicia anunció que Shizaki había dado positivo por COVID-19, lo que la obligó a perderse los eventos Raukure! y Asuhamo del proyecto en el Tokyo Dome City Hall dos días después. La bajista de Morfonica, Yūka Nishio, se saltó la actuación de su banda en Resonance el 24 de abril de 2022, tras dar positivo en la prueba.

### Presentación de MyGO!!!!! y Ave Mujica (2022–actualidad)
Bushiroad continuó sumando nuevas bandas a la franquicia con MyGO!!!!! y Ave Mujica en 2022 y 2023, respectivamente, bajo un nuevo enfoque de "sincronizar" la realidad y el universo ficticio. Si bien sus personajes fueron nombrados, sus actrices de voz inicialmente permanecieron anónimas. Para mantener sus identidades ocultas durante sus primeros shows, jugaron con una iluminación de escenario limitada que cubría sus rostros mientras Ave Mujica también usaba capas. Las actrices de voz de MyGO!!!!! fueron reveladas oficialmente en su cuarto show en vivo el 9 de abril de 2023.
El primer concierto independiente de MyGO!!!!! tuvo lugar el 3 de julio de 2022 con el baterista de Morfonica, Mika, como músico de apoyo, y fueron teloneros de la Special Live Girls Band Party! en noviembre. La banda lanzó su sencillo debut "Mayoiuta" el 9 de noviembre.
Ave Mujica lanzó su primer sencillo "Black Birthday" el 11 de abril de 2023, seguido de su concierto de presentación el 4 de junio como parte del festival de música final de Nakano Sunplaza antes de su cierre.
El 30 de noviembre de 2022, Maeshima anunció su salida de la franquicia como parte de una pausa en su carrera por razones de salud; ¡se había perdido la Special Live Girls Band Party! dos semanas antes. A pesar de los planes iniciales para que las líneas de Maeshima como Aya permanecieran en el juego una vez que su sucesora se uniera a la franquicia, Maeshima regresó a su papel el 1 de septiembre de 2023.
El 12 de diciembre de 2023, se anunció que Raise A Suilen actuará en Taipei y Shanghái para su gira por Asia en marzo de 2024.

## Jugabilidad
El juego de ritmo móvil BanG Dream! Girls Band Party (バンドリ！ ガールズバンドパーティ！ Bandori! Gārusu Bando Pāti!?) titulado BanG Dream! Girls Band Party (バンドリ！ ガールズバンドパーティ！ Bandori! Gārusu Bando Pāti!?) (バンドリ！ ガールズバンドパーティ！, Bandori! Gārusu Bando Pāti!) Está desarrollado por Craft Egg y publicado por Bushiroad para plataformas Android e iOS. Fue primero lanzado en Japón el 16 de marzo de 2017 mientras la versión global estuvo disponible recién el 4 de abril del año siguiente. El encuadre del juego principalmente conforma la vista mundial de BanG DREAM! Después de la primera temporada de la serie de televisión. Además de la banda principal Poppin' Party, se encuentran Afterglow, Pastel*Palettes, Roselia, Hello, Happy World!, RAISE A SUILEN y Morfonica. La historia principal del juego pone al usuario en la función de un trabajador en el Live House CiRCLE, donde ayudara a Poppin' Party a reclutar a las demás bandas de chicas para un gran concierto. El mismo también presenta historias originales múltiples para las bandas e individuales, la mayoría de qué explorar los backstories de las bandas y sus miembros. El juego posee las voces originales de las seiyuus del anime y los sprites poseen cierto 2.5D, característica que utiliza la tecnología Live2D.

## Personajes

### Poppin'Party
Poppin'Party es una banda de pop rock con música alegre. De acuerdo con sus objetivos de encontrar Star Beat, sus atuendos, que se basan en uniformes escolares, presentan en gran medida un motivo celestial.
Kasumi Toyama (戸山 香澄 Toyama Kasumi?)
 Seiyū: Aimi
Kasumi es una estudiante de segundo año en la escuela secundaria femenina Hanasakigawa que se desempeña como líder, cantante principal y guitarrista rítmica de Poppin'Party. Ella juega toca ESP Random Red Star. Alegre, activa y optimista, siempre está buscando un sonido chispeante y palpitante llamado "Star Beat". Su hermana Asuka es un año menor que ella, pero a veces es difícil saber quién es la mayor de las dos.
Tae Hanazono (花園 たえ Hanazono Tae?)
 Seiyū: Sae Ōtsuka
Tae es la guitarrista principal de Poppin'Party y estudiante de tercer año en Hanasakigawa. Una hábil guitarrista que toca desde pequeña, le encanta la música y trabaja a tiempo parcial en una casa de conciertos, cuyo dinero ahorró para comprar su guitarra azul ESP Snapper. Es una chica bastante tonta, tiende a tomar las cosas a su propio ritmo y, a veces, puede ser sorprendente y extraña. Tae vive con sus padres y 20 conejos, a quienes trata como a sus hijos.
Rimi Ushigome (牛込 りみ Ushigome Rimi?)
 Seiyū: Rimi Nishimoto
Rimi es una estudiante de tercer año en Hanasakigawa y bajista de Poppin'Party; Sus compañeros de banda la apodan "Rimi-rin". Es muy tímida y nerviosa, y los esfuerzos por superar esto no han dado resultado hasta el momento. Rimi toca un bajo ESP Viper rosa, que fue heredado de su hermana mayor, Yuri Ushigome, de Glitter Green. Le encantan las cornetas de chocolate de Yamabuki Bakery y el chocolate (aparte del chocolate con menta) y los dulces en general. Al contrario de su personalidad mansa, también disfruta del entretenimiento de terror como la ficción paranormal y las películas de zombies, siempre que no sean excesivamente grotescas. Rimi creció en la región de Kansai antes de mudarse a la escuela secundaria y ocasionalmente habla en un dialecto de Kansai cuando siente pánico.
Sāya Yamabuki (山吹 沙綾 Yamabuki Sāya?)
 Seiyū: Ayaka Ōhashi
Saya es la baterista de Poppin'Party y estudiante de tercer año en Hanasakigawa. Actúa con una batería Pearl. Sāya, un alma de buen corazón, siempre intenta ser una buena amiga de Kasumi y quienes la rodean. Además de sus estudios de secundaria y la banda, ayuda en el popular negocio de su familia, Yamabuki Bakery. Tiene un hermano, Jun, y una hermana, Sana, que son mucho más jóvenes que ella.
Arisa Ichigaya (市ヶ谷 有咲 Ichigaya Arisa?)
 Seiyū: Ayasa Itō
Arisa es la teclista de Poppin'Party y estudiante de tercer año en Hanasakigawa. Toca un teclado Roland Juno-DS61. Arisa es una chica de interior a la que le gusta cuidar sus bonsáis y mirar cosas en línea. No sale mucho, pero es increíblemente inteligente y sobresale académicamente, incluso siendo la mejor pianista de su escuela de música. Su lengua afilada y su naturaleza tsundere hacen que ella y Kasumi se enfrenten con frecuencia, aunque ella trata de mantener la apariencia de una chica rica y refinada con los demás. Su abuela dirige la casa de empeño Ryuseido.

### Afterglow
Una banda de amigas de la infancia dirigida por Himari Uehara, Afterglow se formó después de que Ran Mitake fuera colocado en una clase diferente a los demás en la escuela secundaria. Las cinco viven por el credo de mantener su amistad; de acuerdo con mantener su statu quo, tienen una estética "áspera en los bordes" y su música se centra en su camaradería. El nombre proviene del término inglés para el efecto en el cielo después de una puesta de sol, que proviene de los amigos que miran juntos la puesta de sol con regularidad.
Ran Mitake (美竹 蘭 Mitake Ran?)
 Seiyū: Ayane Sakura
Ran es la cantante principal y guitarrista rítmica de Afterglow, y estudiante de tercer año en Haneoka Girls' High School. La familia de Ran tiene una historia de 100 años como expertos en arreglos florales de ikebana. Tiene una voluntad fuerte, odia perder y se siente sola fácilmente debido a su naturaleza torpe y distante. Ran valora profundamente el tiempo que pasa con sus amigos y regularmente dice la frase "igual que siempre" como un cumplido de las actuaciones de su banda. Aunque oficialmente no es la líder de la banda, a veces tiene que tomar decisiones por ellos ya que Himari no tiene la voluntad lo suficientemente fuerte para hacerlo. Debido al énfasis de su banda en los vínculos entre sus miembros por encima de las habilidades musicales, ella considera que Yukina y Roselia son las rivales de Afterglow.
Moca Aoba (青葉 モカ Aoba Moka?)
 Seiyū: Sachika Misawa
Moca es la guitarrista principal de Afterglow y estudiante de tercer año en Haneoka. Moca es completamente indiferente a las cosas que no le interesan, pero hará casi cualquier cosa por sus amigos, especialmente por Ran, con quien es particularmente cercana. Le encanta el manga y los bollos de Yamabuki Bakery y trabaja a tiempo parcial en una tienda de conveniencia con Lisa. Moca tiene la costumbre de llamarse a sí misma "Moca-chan" cuando se siente muy segura y regularmente pone apodos a sus amigos y a las personas que la rodean.
Himari Uehara (上原 ひまり Uehara Himari?)
 Seiyū: Emiri Katō
Himari es la bajista y líder de Afterglow y estudiante de tercer año en Haneoka y miembro de su club de tenis. Una chica alegre y de buen carácter, sus compañeros de banda se burlan mucho de ella. No es buena leyendo entre líneas y sus esfuerzos a veces pueden resultar infructuosos. Himari se conmueve fácilmente hasta las lágrimas cuando se siente conmovida y, en muchos sentidos, depende de otros miembros para tomar decisiones. También le gusta hornear y comparar dulces de diferentes tiendas de conveniencia. Moca la llama "Hii-chan".
Tomoe Udagawa (宇田川 巴 Udagawa Tomoe?)
 Seiyū: Yōko Hikasa
Tomoe es la baterista de Afterglow y estudiante de tercer año en Haneoka. Tomoe es una chica sincera que nunca habla mal de los demás y no se arrepiente. Se lleva bien con los adultos del distrito comercial y les toca los tambores taiko en los festivales locales. Al igual que su hermana menor Ako, tiene debilidad por la moda. Fuera de la banda, Tomoe trabaja a tiempo parcial en el restaurante de comida rápida y es miembro del club de baile de Haneoka. Moca la llama "Tomo-chin".
Tsugumi Hazawa (羽沢 つぐみ Hazawa Tsugumi?)
 Seiyū: Hisako Kanemoto
Tsugumi es la tecladista de Afterglow y estudiante de tercer año en Haneoka, donde también es vicepresidenta del consejo estudiantil. Apodada "Tsugu" por sus amigos y la chica más normal de la banda, Tsugumi tiene una personalidad positiva que mantiene alto el ánimo de los miembros de la banda. Fuera de la banda, trabaja en la cafetería de su familia, mientras que sus pasatiempos incluyen observar las estrellas y leer manga.

### Pastel＊Palettes
Pastel＊Palettes es una "banda de idols" formada como un truco por una agencia de talentos. Aunque inicialmente no se esperaba que tocaran sus propios instrumentos en presentaciones en vivo, comenzaron a hacerlo después de que errores técnicos plagaron su debut. Este enfoque original finalmente los ha convertido en un grupo popular. "Pastel Palettes" se refiere a las personalidades coloridas y variadas de la banda, con el atuendo de cada miembro brillante y con volantes y un uso intensivo de la armonización entre los cinco en sus canciones.
Aya Maruyama (丸山 彩 Maruyama Aya?)
 Seiyū: Ami Maeshima
Aya es la vocalista de Pastel*Palettes y estudiante de primer año de literatura en Yotsuba. Una alumna de Hanasakigawa, se pone nerviosa fácilmente y tiende a llorar mucho, aunque exteriormente es muy alegre, animada y alegre. Tiene habilidades extrañas, como saber tomar una selfie perfecta y desea que la gente la reconozca cuando está afuera, de ahí que no use su disfraz en público. Fuera de la banda, trabaja a tiempo parcial en una tienda de comida rápida junto con Kanon.
Hina Hikawa (氷川 日菜 Hikawa Hina?)
 Seiyū: Ari Ozawa
Hina es la guitarrista de Pastel*Palettes, estudiante de primer año en Keiho y hermana gemela menor de Sayo. Ella es un verdadero genio, capaz de hacer casi cualquier cosa después de una sola demostración. Es una chica alegre y sincera, aunque le cuesta comprender los sentimientos de otras personas (especialmente cuando se trata de trabajar duro por sus sueños) y se aburre fácilmente. Hina usa regularmente palabras extrañas para describir varias emociones, como "boppin' (るん)" y "zappin' (ピピツ)".
Chisato Shirasagi (白鷺 千聖 Shirasagi Chisato?)
 Seiyū: Sumire Uesaka
Chisato es la bajista de Pastel*Palettes, estudiante de primer año de literatura en Yotsuba y amigo de la infancia de Kaoru. Habiendo sido una actriz famosa desde que era niña, Chisato ha aprendido a apreciar su vida privada y a sus amigos. Debajo de su actitud amable y agradable, puede ser bastante calculadora e incluso directa y fría a veces, especialmente hacia la dramática personalidad de Kaoru. También es amiga cercana de Kanon, a quien conoció en la secundaria de Hanasakigawa y se hizo amiga ya que este último fue el primero en tratarla como una persona normal en lugar de una celebridad.
Maya Yamato (大和 麻弥 Yamato Maya?)
 Seiyū: Ikumi Nakagami
Maya es la baterista de Pastel*Palettes con gafas y estudiante de primer año de sociología en Keiho. Más feliz cuando está rodeada de equipo musical, Maya es una verdadera fanática de la tecnología a quien resulta casi imposible detener cuando habla de su amado pasatiempo, y pierde por completo la noción del tiempo cuando comienza a juguetear con todo tipo de piezas y equipos. Era miembro del club de teatro de Haneoka.
Eve Wakamiya (若宮 イヴ Wakamiya Ivu?)
 Seiyū: Sawako Hata
Eve es la tecladista de Pastel*Palettes y estudiante de tercer año en Hanasakigawa, lo que la convierte en la miembro más joven pero la más alta de la banda. Es mitad japonesa y mitad finlandesa y creció en Finlandia. Eve es bastante tranquila y amable con todos, ama y está fascinada por la cultura japonesa y cree en el bushido. Fuera de la banda, es miembro de los clubes de arreglos florales, kendo y ceremonia del té de Hanasakigawa. Eve también es empleada a tiempo parcial en Hazawa Coffee.

### Roselia
Roselia es una banda de rock gótico que es reconocida a un nivel casi profesional y ha llamado la atención de la industria de la música. Su nombre es una combinación de "rosa" y "camelia", una referencia a una rosa azul, ya que representa los objetivos de la banda de lograr lo imposible. Con música que también contiene inclinaciones de metal sinfónico, los espectáculos de Roselia se basan en el visual kei con disfraces elaborados y efectos visuales impresionantes.
Yukina Minato (湊 友希那 Minato Yukina?)
 Seiyū: Aina Aiba
Yukina es la líder y vocalista perfeccionista de Roselia que se toma muy en serio todo lo relacionado con la música. Ha cantado desde que tiene memoria, inspirándose en su padre, cuya floreciente carrera musical terminó después de que se vio obligado a dejar de hacer su propia música y venderse. Aunque suele ser fría y estoica, muestra su lado más suave a las personas con las que eventualmente se simpatiza. Ella es la mejor amiga de la infancia de Lisa. Fuera de la banda, ella es una estudiante de música de primer año en Yotsuba después de haber asistido anteriormente a la escuela secundaria para niñas Haneoka. Yukina también ama en secreto a los gatos.
Sayo Hikawa (氷川 紗夜 Hikawa Sayo?)
Seiyū: Haruka Kudō
Sayo es la guitarrista de Roselia y estudiante de derecho de primer año en Keiho. Toca una guitarra ESP M-II. Seria hasta el extremo y nunca toma atajos, es la hermana gemela mayor de Hina; Sayo tiene un complejo de inferioridad porque Hina siempre logra hacer las cosas perfectamente sin intentarlo, mientras que Sayo siempre pone su absoluto esfuerzo en todo pero no puede desempeñarse tan bien como ella. A ella no le gustan las zanahorias, ya que solía comer las de Hina (a quien tampoco le gustaban) cuando eran más jóvenes, y la regañaron por ello porque no se comió las suyas. Sayo anteriormente asistió a la escuela secundaria femenina Hanasakigawa, donde estuvo en el club de Kyūdō y en el comité disciplinario del consejo estudiantil.
Lisa Imai (今井 リサ Imai Risa?)
 Seiyū: Yurika Endō (2017–2018), Yuki Nakashima (2018-presente)
Lisa es la bajista de Roselia, una estudiante de primer año de estudios internacionales en Yotsuba y la mejor amiga y vecina de Yukina desde la infancia. Tiene la apariencia de un gyaru, pero a menudo hace cosas que no se ajustan a esa imagen y termina ocultándola. De hecho, Lisa es una chica muy compasiva a la que le encanta cuidar de los demás, socializar, tiene muchos amigos y también le encanta hornear galletas, por lo que incluso la llaman la madre de Roselia. Fuera de la banda, trabaja a tiempo parcial en una tienda de conveniencia con Moca y solía estar en los clubes de baile y tenis de Haneoka.
Rinko Shirokane (白金 燐子 Shirokane Rinko?)
 Seiyū: Satomi Akesaka (2017–2018), Kanon Shizaki (2018-presente)
Rinko es la teclista de Roselia y estudiante de música de primer año en Yotsuba. Rinko ha tocado el piano desde que era joven y ha ganado varios premios en concursos de piano. Es extremadamente tímida y asocial, y se asusta fácilmente si está rodeada de una gran multitud o de personas que no conoce. Como tal, no sale mucho, se avergüenza fácilmente y tiende a ser pesimista. En su tiempo libre, le gusta leer y jugar juegos en línea, y en este último conoce a su mejor amiga Ako; Ako también la llama "Rin-rin".
Ako Udagawa (宇田川 あこ Udagawa Ako?)
 Seiyū: Megu Sakuragawa
Ako es la baterista de Roselia y hermana menor de Tomoe, a quien admira mucho y con quien comparte la pasión por la moda gótica y punk. Ella es una estudiante de segundo año en Haneoka, lo que la convierte en la miembro más joven de Roselia y la más baja. Se sabe que a menudo tiene tendencias chūnibyō, lo que podría ser el resultado del tiempo que pasa jugando juegos en línea. Es la mejor amiga de su compañera de banda Rinko, a quien conoció a través del juego en línea Neo Fantasy Online. Fuera de la banda, es compañera de clase de Rokka y Asuka, y también es miembro del club de baile de su escuela.

### Hello, Happy World!
Hello, Happy World! a menudo abreviado como HaroHapi, fue formado por Kokoro Tsurumaki en su sueño de hacer sonreír a la gente en todo el mundo. La banda es popular entre los niños y, a menudo, actúan en escuelas preescolares y hospitales infantiles, aunque su música atrae a personas de todas las edades, desde la big band ("¡Goka! ¿¡Gokai!? ¡Phantom Thief!") hasta el hip hop ("Worldwide Treasure!"). Llevan el nombre de su única misión de "hacer feliz al mundo" a través de su música. Su eslogan es "¡Feliz, afortunado, sonríe, yay~!" ("Happy, Lucky, Smile, Hooray~!"), que también se abrevia como "HLSY".
Kokoro Tsurumaki (弦巻 こころ Tsurumaki Kokoro?)
 Seiyū: Miku Itō
Kokoro es la líder y vocalista de la banda y estudiante de tercer año en Hanasakigawa. Kokoro, que proviene de una familia acomodada, normalmente puede hacer lo que quiera y también vive en una de las casas más grandes de la zona. Kokoro es extremadamente curiosa por naturaleza y sus ojos brillan cada vez que encuentra algo nuevo. Le encanta ver sonreír a los demás y desea hacer sonreír al mundo entero a través de la música. Hagumi y Kasumi la llaman "Kokoron". Según Misaki, es más probable que sea una chica despreocupada a la que no le importa nada, explicando así su ignorancia de que Misaki sea Michelle y su ignorancia sobre los cambios de otras personas; a pesar de esto, ella realmente se preocupa por sus compañeros de banda. Se ha demostrado que Kokoro es muy acrobática (con frecuencia hace volteretas e incluso salta desde alturas) y es experta en parkour, lo que la hace muy popular entre los estudiantes de primer año.
Kaoru Seta (瀬田 薫 Seta Kaoru?)
 Seiyū: Azusa Tadokoro
Karou es la guitarrista de la banda, estudiante de teatro de primer año en Yotsuba y amiga de la infancia de Chisato. Kaoru, una chica popular en el club de teatro de su escuela, está constantemente rodeada de sus fans, a quienes llama "pequeños gatitos"; esto es un marcado contraste con su personalidad tímida durante su juventud con Chisato, que abandonó en la escuela secundaria para convertirse en una persona más fuerte. Le gusta leer poesía y libros de filosofía y recitar versos de Shakespeare, pero no necesariamente entiende lo que lee o cita. Por ejemplo, afirma que le gustan la tarta sacher y la vichyssoise porque suenan geniales, pero en realidad le gustan los alimentos comunes como la sopa de miso. Aunque generalmente tiene confianza en sí misma, puede ser sensible con los demás y también se pone nerviosa cada vez que conoce a Chisato, quien a menudo se burla de ella sobre su vida privada.
Hagumi Kitazawa (北沢 はぐみ Kitazawa Hagumi?)
 Seiyū: Yuri Yoshida
Hagumi es la bajista de la banda y estudiante de tercer año en Hanasakigawa. Su familia es propietaria de una carnicería, cuyas croquetas son bastante famosas en la ciudad. Una niña animada y feliz con un corazón genuino, es compañera de clase y amiga de la infancia de Kasumi. Sus reflejos ultrarrápidos la convierten en un as en el softbol y es la capitana del equipo de su escuela secundaria.
Kanon Matsubara (松原 花音 Matsubara Kanon?)
 Seiyū: Moe Toyota
Kanon es la baterista de la banda, estudiante de primer año de literatura en Kaiho y empleado en el restaurante de comida rápida con Aya. Es una chica tímida, nerviosa y torpe que tiende a verse atrapada en asuntos de los que nunca formó parte; Cuando está abrumada, tiende a decir "fuee". Sin embargo, también hace todo lo posible para mantener las travesuras de la banda a un nivel bajo. Kanon no tiene sentido de la orientación, aunque puede encontrar fácilmente cafeterías por su olor. Hagumi la apoda "Kano-chan-senpai", y es amiga cercana y compañera de cuarto de la universidad de Chisato. En Hanasakigawa, ella era parte de su Club de Ceremonia del Té.
Misaki Okusawa (奥沢 美咲 Okusawa Misaki?) / Michelle (ミッシェル Misheru?)
 Seiyū: Tomoyo Kurosawa
Misaki es la DJ de la banda, estudiante de tercer año en Hanasakigawa y miembro del club de tenis de su escuela. Bajo la apariencia de un disfraz de oso rosa que solía usar para un trabajo a tiempo parcial, se hace llamar Michelle, mientras que la banda considera a Misaki como la compositora de la banda y la "agente" o "amiga" de Michelle. Misaki es muy reservada y sarcástica, tiende a reaccionar mal ante las travesuras locas y salvajes de su banda y le cuesta mantenerse positiva sin importar la situación. Hagumi la llama "Mii-kun". A Misaki también le gusta hacer muñecas de fieltro para su hermana pequeña como pasatiempo.

### Raise A Suilen
Raise A Suilen (estilizado como RAISE A SUILEN y a veces denominado RAS) es una banda de rock electrónico originalmente como una banda de respaldo para llenar los instrumentos para espectáculos en vivo de grupos cuyas actrices de voz no podían tocar música.
Rei Wakana (和奏 レイ Wakana Rei?) / LAYER (レイヤ Reiya?)
 Seiyū: Raychell
Rei es la vocalista y bajista de la banda. Estudiante de tercer año de secundaria, es amiga de la infancia de Tae y prometió que los dos formarían una banda juntos.
Masuki Satō (佐藤 ますき Satō Masuki?) / MASKING (マスキング Masukingu?)
 Seiyū: Masuki Satō
Masuki es la baterista de la banda. Ella es una estudiante de tercer año de secundaria en la prestigiosa Academia Privada Shirayuki, una escuela católica para niñas a la que su madre, una exalumna, la animó a asistir. Es hija del dueño de Live House Galaxy, quien era el baterista de la banda Death Galaxy. A pesar de su mirada dura, le gustan las cosas lindas y hornear. Apodada "Rey" por sus compañeros, es popular entre otros bateristas como Ako y Maya.
Chiyu Tamade (珠手 ちゆ Tamade Chiyu?)  / CHU2 (チュチュ Chuchu?)
 Seiyū: Risa Tsumugi
Chiyu es la líder, productora y DJ de la banda. Es una niña de 14 años que se saltó grados para convertirse en estudiante de tercer año de secundaria en Celosia Girls' Academy, una escuela internacional. Debido a su educación en el extranjero, habla inglés con fluidez y tiende a incluir palabras en inglés mientras habla. Su madre es una violinista condecorada, un pedigrí que Chiyu lucha por estar a la altura hasta convertirse en productora.
Reona Nyūbara (鳰原 れおな Nyūbara Reona?)  / PAREO (パレオ?)
 Seiyū: Reo Kurachi
Reona es la teclista de la banda y estudiante de tercer año en la escuela secundaria Kamogawa Chuo en Kamogawa, Chiba. Es fanática de Pastel*Palettes, regularmente versiona canciones de la banda y las sube a internet; en un momento, esperó frente al escenario todo el día durante el World Idol Festival para verlos actuar.
Rokka Asahi (朝日 六花 Asahi Rokka?) / LOCK (ロック Rokku?)
 Seiyū: Riko Kohara
Rokka es la guitarrista de la banda y estudiante de segundo año en Haneoka. Ella ha idolatrado a Poppin'Party desde el momento en que los vio actuar en Space y, a menudo, se reúne con la banda para ayudar con la organización de sus shows en vivo. Inicialmente tocó con algunos estudiantes de su escuela secundaria en la prefectura de Gifu antes de mudarse a Tokio, donde trabaja en el live house Galaxy. Fuera de la banda, es compañera de clase de Ako y Asuka.

### Morfonica
Morfonica está formada por cinco estudiantes de primer año en la prestigiosa Academia de Niñas Tsukinomori. Al igual que Poppin'Party, Roselia y Raise A Suilen, los miembros del elenco de Morfonica interpretan su propia música. El nombre de la banda es un acrónimo de "morpho" y "symphonic".
Mashiro Kurata (倉田ましろ Kurata Mashiro?)
 Seiyū: Amane Shindō
Mashiro es la vocalista de la banda. Nueva en Tsukinomori después de asistir a una escuela secundaria normal, Mashiro es una chica tranquila que se siente abrumada por los éxitos de sus compañeros, con los que lucha hasta que forma la banda. Si bien no es la líder de la banda, escribe letras de las canciones de Morfonica. A Mashiro, apodada "Shiro" por sus compañeros de banda, le gustan las mascotas peludas como Michelle y tiene tendencia a soñar despierta. Es una seguidora cercana de Poppin'Party, lo que ocasionalmente resulta en disputas con Rokka sobre quién de los dos es el mayor fan.
Tōko Kirigaya (桐ヶ谷透子 Kirigaya Touko?)
 Seiyū: Hina Suguta
Tōko es la guitarrista de la banda. Ella juega una flecha ESP. Es una niña extrovertida y amigable, popular en las redes sociales y en la escuela, ya que ha estado en el sistema educativo de Tsukinomori desde el jardín de infantes. Con su fuerte presencia en las redes sociales, Tōko siempre está ansiosa por conocer la próxima gran tendencia. Su familia tiene una tienda de kimonos, por lo que ella conoce la moda y proporciona disfraces para la banda. También está en el club de atletismo de su escuela.
Nanami Hiromachi (広町七深 Hiromachi Nanami?)
 Seiyū: Yūka Nishio
Nanami es la bajista de la banda que toca un ESP Bottom Bump. Nanami, hija de un escultor y pintor, tiene talento, pero sus éxitos hacen que sus compañeros la excluyan, lo que la lleva a esperar una vida normal. A pesar de esto, a menudo muestra signos de sus habilidades, como aprender rápidamente a arreglar música. La banda practica en el taller de sus padres. Además de la música, a Nanami le gusta coleccionar juguetes y premios gratuitos empaquetados con bocadillos.
Rui Yashio (八潮瑠唯 Yashio Rui?)
 Seiyū: Ayasa
Rui es la violinista de la banda. Rui, la mejor estudiante de su clase y miembro del consejo estudiantil, es una chica educada con una actitud realista pero directa.
Tsukushi Futaba (二葉つくし Futaba Tsukushi?)
 Seiyū: mika
Tsukushi es la líder y baterista de la banda. Como presidenta de la clase, Tsukushi aspira a ser una líder responsable, aunque a veces puede resultar torpe. Su padre es restaurador y opera cafeterías y camiones de comida.

### MyGO!!!!!
MyGO!!!!! es una banda de chicas cuyos miembros asisten a diferentes escuelas. Tres de los integrantes de la banda formaron anteriormente parte de CRYCHIC hasta su disolución.
El nombre de la banda es un juego de palabras con la palabra "迷子" (maigo), que significa "niños perdidos" en japonés, como reflejo de su falta de dirección individual. Cinco signos de exclamación tienen el sufijo para representar a cada miembro de la banda.
Tomori Takamatsu (高松燈 Takamatsu Tomori?)
 Seiyū: Hina Yomiya
Tomori es la vocalista de la banda. Tomori, estudiante de primer año en la escuela secundaria femenina Haneoka, ha luchado durante mucho tiempo para hacer amigos debido al hecho de que siente que no pertenece a ninguna parte. Tiene una personalidad incómoda, conocida infamemente como "La chica rara de Haneoka" por esta razón, ya que le gusta coleccionar todo tipo de cosas, como tiritas, cosas resbaladizas, cosas del tamaño justo e incluso piedras y hojas caídas. que ella recoge del suelo. Es miembro del club de astronomía de Haneoka.
Tomori solía cantar con CRYCHIC después de recibir una invitación de Sakiko Togawa durante la escuela secundaria. Sin embargo, después de un solo evento en vivo, la banda se separó y este evento traumatizó a Tomori, quien constantemente se culpa a sí misma por el colapso de la banda. No es hasta la llegada de Anon que ella comienza a abrirse y comienza a demostrar sus habilidades vocales, aunque se mantiene distante.
Anon Chihaya (千早愛音 Chihaya Anon?)
 Seiyū: Rin Tateishi
Anon es la guitarrista rítmica de la banda. Estudiante de primer año en la escuela secundaria femenina Haneoka, era popular en su escuela secundaria y solía estudiar en Inglaterra, sólo para terminar obteniendo malos resultados y, como resultado, regresó a Japón. Es una chica sociable y ha podido ganarse el respeto de las personas que la rodean; A pesar de su popularidad, Anon ha luchado por hacerse amiga de ellos.
Rāna Kaname (要楽奈 Kaname Rāna?)
 Seiyū: Hina Aoki
Rāna es la guitarrista principal de la banda. Ella, que cursa el tercer año en la escuela secundaria femenina Hanasakigawa, es una guitarrista muy talentosa que también tiene una personalidad muy franca, ya que siempre dice lo que le gusta y lo que no le gusta. Es algo glotona y le encantan los dulces, especialmente los parfaits, pero tampoco le gustan las comidas calientes porque tiene una lengua sensible. Tiene un trasfondo bastante misterioso y Taki se ha referido a ella como una "gata callejera" debido a su naturaleza caprichosa, apareciendo en RiNG para tocar en micrófonos abiertos o practicar con la banda antes de irse abruptamente sin explicación.
Soyo Nagasaki (長崎そよ Nagasaki Soyo?)
 Seiyū: Mika Kohinata
Soyo es la bajista de la banda. Ella es de primer año en la Academia de Niñas Tsukinomori y está a cargo del contrabajo en la banda de música de su escuela. Tiene una personalidad tranquila y afectuosa, lo que la hace confiable para muchas compañeras en su escuela, elevándola así al estatus de hermana mayor para algunos.
Taki Shina (椎名 立希 Shiina Taki?)
 Seiyū: Coco Hayashi
Taki es la baterista de la banda. Taki, estudiante de primer año de la escuela secundaria femenina Hanasakigawa, tiene una personalidad descarada y algo dura, lo que resulta en sus dificultades para hacer amigos. Este comportamiento y apariencia, en última instancia, siguen a Taki cuando trabaja en RiNG como junior de Sāya, lo que también le impide tener un buen servicio al cliente. Es la menor de una familia de cinco hermanas y, según Soyo, una de sus hermanas mayores, que asiste a Tsukinomori, solía ser la presidenta de la banda de música y miembro de la orquesta local que frecuentemente participaba y ganaba concursos.

### Ave Mujica
Ave Mujica es una banda de chicas cuyos miembros asisten a diferentes escuelas. El grupo consta de cinco miembros, dos de los cuales fueron anteriormente miembros de CRYCHIC hasta su disolución. Los integrantes de la banda de Ave Mujica eran desconocidos y ocultaban sus rostros mientras actuaban.
Sakiko Togawa (豊川 祥子 Togawa Sakiko?) / Oblivionis (オブリビオニス Oburibionisu?)
 Seiyū: Kanon Takao
Sakiko, también conocida como Oblivionis en honor al mar lunar Lacus Oblivionis, es la teclista y líder de la banda. Ella lleva es quien inició la fundación de Ave Mujica. Un primer año en la escuela secundaria de niñas Haneoka, tiene una personalidad muy dura, que se deriva de su familia difícil que solía ser rica antes de quebrar, en parte debido a su padre borracho. Por un lado, ella es fanática de Morfonica.
Mutsumi Wakaba (若葉 睦 Wakaba Mutsumi?) / Mortis (モーティス Mōtisu?)
 Seiyū: Yuzuki Watase
Mutsumi, también conocida como Mortis en honor a la lava lunar Lacus Mortis, es la guitarrista de la banda. Ella es de primer año en la Academia de Niñas Tsukinomori y tiene una personalidad tranquila, estoica y taciturna. Su padre es un famoso comediante llamado Wakaba y su madre es Mori Minami, una actriz.
Uika Misumi (八幡 海鈴 Yahata Umiri?) / Doloris (ドロリス Dororisu?)
 Seiyū: Rico Sasaki
Uika, también conocida como Doloris en honor al mar lunar Lacus Doloris, es la guitarrista y vocalista de la banda así como del dúo Sumimi. Ella es estudiante de primer año en la escuela secundaria femenina Hanasakigawa, compañera de clase de Taki y Umiri y amiga de la infancia de Sakiko, tiene una personalidad brillante y le encanta contemplar las estrellas. Ella es una de las dos integrantes principales de Sumimi, la otra es Mana Sumida, y ganó popularidad antes del inicio del evento.
Umiri Yahata (八幡 海鈴 Yahata Umiri?) / Timoris (ティモリス Timorisu?)
 Seiyū: Mei Okada
Umiri, también conocida como Timoris en honor al mar lunar Lacus Timoris, es la bajista de la banda. De primer año en la escuela secundaria de niñas Hanasakigawa y siendo compañera de clase de Taki y Uika, es una persona muy sencilla a pesar de su apariencia estoica, aunque puede demostrar su humor seco, además de comprar bocadillos o bebidas para Taki.
Nyamu Yūtenji (祐天寺 にゃむ Yūtenji Nyamu?) / Amoris (アモーリス Amōrisu?)
 Seiyū: Akane Yonezawa
Nyamu, también conocida como Amoris en honor a Sinus Amoris, es la baterista de la banda. Ella es una influencer de belleza prometedora que se conoce con el nombre de Nyamuchi. Publica principalmente videos sobre maquillaje en su canal, pero también le gusta desafiarse a sí misma y hacer otros tipos de videos, como se muestra cómo incluso trajo una batería y comenzó a tocar la batería como una forma de obtener más vistas. Ella es el último miembro de Ave Mujica al que Sakiko se acerca.

## Contenido de la obra

### Anime
A partir de 2020, la adaptación televisiva de anime de la franquicia consta de tres temporadas. Sentai Filmworks otorga la licencia de la serie para su lanzamiento digital y doméstico en regiones como América del Norte, Oceanía y Europa; la compañía también transmitió simultáneamente la segunda y tercera temporada en su plataforma HIDIVE. En el sudeste asiático y el sur de Asia, Muse Communication tiene los derechos del programa.
La primera temporada, animada por Issen y Xebec y dirigida por Atsushi Ōtsuki, se emitió del 21 de enero al 22 de abril de 2017 en Tokyo MX. La serie de 13 episodios sigue la creación de Poppin'Party y la banda interpreta el tema musical de apertura y final del espectáculo "Tokimeki Experience!" y "Sparkling Dreaming: Sing Girls". El anime se transmitió en Anime Network y Crunchyroll, y luego se lanzó en siete volúmenes de Blu-ray y DVD. Un episodio de animación de video original recibió proyecciones avanzadas antes de estar disponible en el séptimo volumen BD/DVD lanzado el 22 de noviembre.
Sanzigen reemplazó a Issen y Xebec durante la segunda y tercera temporada, que vieron un cambio a la animación generada principalmente por computadora; en comparación, la primera temporada solo usó CGI durante las actuaciones para mostrar mejor los matices al tocar instrumentos. Aunque CGI era el tipo de animación central bajo Sanzigen, algunos aspectos, como varias prendas de vestir, todavía se dibujaban a mano y se utilizaba la actuación de captura de movimiento para las actuaciones. BanG Dream! fue la primera producción que no era de ciencia ficción de Sanzigen, quien se preparó para el anime creando un video musical para la canción de Roselia "Neo-Aspect". Kōdai Kakimoto asumió el cargo de director, mientras que los miembros del personal, como la compositora y guionista Yuniko Ayana, continuaron con sus funciones.
Fuera de la serie principal, dos spin-offs de chibi llamados Pastel Life y BanG Dream! Girls Band Party! Pico se emitió en mayo y julio de 2018, respectivamente. Studio A-Cat trabajó en Pastel Life con el liderazgo de Tommy Hino, mientras que Pico fue animado por Sanzigen junto con DMM.futureworks y dirigido por Seiya Miyajima. Una segunda temporada de Pico titulada BanG Dream! Girls Band Party! Pico: Ohmori se emitió de mayo a octubre de 2020. Una tercera temporada de Pico titulada BanG Dream! Girls Band Party! Pico Fever! se emitió del 7 de octubre de 2021 al 31 de marzo de 2022.
El 28 de abril de 2022, Bushiroad anunció la formación de una banda llamada MyGO!!!!!, que se promociona como "sincronizando" los universos real y virtual. Si bien han nombrado personajes, las identidades del elenco de voces de la banda se han mantenido en secreto. Su primer concierto tuvo lugar el 3 de julio con el baterista de Morfonica, Mika, como músico de apoyo, ¡y abrieron para Special Live Girls Band Party! en noviembre. La banda lanzó su sencillo debut "Mayoiuta" el 9 de noviembre.
Una adaptación de la serie de televisión de anime centrada en MyGO!!!!! se anunció el 9 de abril de 2023. La serie será animada por Sanzigen y dirigida por Kodai Kakimoto, con Yuniko Ayana escribiendo y supervisando los guiones de la serie. Se estrenará el 29 de junio de 2023 con tres episodios que se estrenarán el mismo día. Crunchyroll obtuvo la licencia de la serie fuera de Asia.
Una secuela, titulada Ave Mujica, se anunció después de la emisión del decimotercer episodio. Se emitió el 2 de enero a 27 de marzo de 2025. El tema de apertura, «KiLLKiSS», sera interpretado por Ave Mujica. Crunchyroll obtuvo la licencia de la serie en América del Norte, América Latina (excepto Brasil), Australia, Nueva Zelanda, Reino Unido y Sudáfrica bajo el título Ave Mujica - The Die is Cast -.
Se anunció una secuela de It's MyGO!!!!! y Ave Mujica luego del lanzamiento del decimotercer y último episodio de Ave Mujica el 27 de marzo de 2025.
En agosto de 2025, se reveló que una nueva miniserie de 52 episodios titulada Ganzo! Bandori-chan se estrenaría el 2 de octubre de 2025 en YouTube.

### Películas
BanG Dream! Film Live, una película animada por Sanzigen y protagonizada por las cinco bandas originales, se estrenó el 13 de septiembre de 2019. La película fue dirigida por Tomomi Umetsu con guion de Nakamura; Además del elenco principal, Kazuyuki Ueda y Elements Garden volvieron a retomar sus papeles como diseñador de personajes y productor musical, respectivamente. Después de estrenarse en 56 cines, la película recaudó aproximadamente 300 millones de yenes en taquilla en su primer mes. Después de adquirir su licencia en agosto de 2020, Sentai realizó proyecciones cinematográficas limitadas de la película además del estreno en el hogar.
Una secuela, BanG Dream! Film Live 2nd Stage, suma Morfonica y Raise A Suilen al elenco y se estrenó el 20 de agosto de 2021.
Una serie de películas de dos partes centrada en Roselia llamada BanG Dream! Episode of Roselia (cada uno subtitulado Promise y Song I am) se estrenó en cines en 2021; Promise se estrenó el 23 de abril, mientras que Song I am lo hizo el 25 de junio. La plataforma de transmisión en línea Eventive transmitió ambas películas en los Estados Unidos. Crunchyroll obtuvo la licencia de ambas películas fuera de Asia.
Una película centrada en Poppin'Party titulada BanG Dream! Poppin'Dream! se estrenó el 1 de enero de 2022. Crunchyroll obtuvo la licencia de la película fuera de Asia.
El 19 de marzo de 2022, se anunció que Morfonica recibiría un anime original titulado BanG Dream! Morfonication, que se estrenó el 28 y 29 de julio de 2022.
El 6 de enero de 2024, se anunció que tendrá una película recopilatoria de la serie dividido en dos partes, y se reveló que las dos partes se titularían "Spring Sunshine, Lost Cat" y "Sing, Songs That Become Us & Film Live", Las dos partes de la película recopilatoria se estrenarán el 27 de septiembre y el 8 de noviembre, respectivamente.

### Videojuegos
El primer videojuego de Bang Dream! se titula BanG Dream! Girls Band Party!, también conocido como Garupa o Bandori es un juego de ritmo móvil gratuito desarrollado por Craft Egg y publicado por Bushimo de Bushiroad para las plataformas Android e iOS. Revelado en el Tokyo Game Show 2016, se lanzó por primera vez en Japón el 16 de marzo de 2017. Se lanzó una versión global en inglés en Singapur el 29 de marzo de 2018, seguida de un lanzamiento mundial el 4 de abril. El juego también se lanzó en chino tradicional en Taiwán, Hong Kong y Macao el 19 de octubre de 2017, con Mobimon Inc. como editor; China recibió su propia versión de bilibili el 30 de mayo de 2019. Kakao Games publicó una edición en coreano el 6 de febrero de 2018.

## Música
Está compuesta por 11 bandas (Poppin'Party, Roselia, Raise A Suilen, Afterglow, Pastel Palettes, Hello, Happy World!, Morfonica, MyGO!!!!!, Ave Mujica, Mugendai Mewtype, y Glitter Green) han lanzado sencillos y álbumes, el último de los cuales incluye canciones originales y versiones. El único sencillo de Glitter Green "Don't be fear!", que se usó como una canción de inserción para la primera temporada del anime, fue lanzado en colaboración con Tantei Opera Milky Holmes.
Varias canciones de BanG Dream! se han utilizado como tema musical para otras propiedades de Bushiroad. Las canciones de Poppin'Party como "Excellent (Hey, Let's Go!)" y "B.O.F." sirvió como tema de apertura y cierre para la serie Future Card Buddyfight, respectivamente; Aimi y Nishimoto también expresaron personajes en el programa. En 2020, Raise A Suilen realizó la apertura "Sacred World" para el anime Assault Lily: Bouquet. Al año siguiente, "Exist" y "Embrace of light" de RAS fueron los temas de Joran: The Princess of Snow and Blood. En julio, Poppin'Party y Argonavis interpretaron los temas musicales "A Song No More" y "Possibility", respectivamente, para Remake Our Life!; Aimi y Masahiro Itō de Argonavis también protagonizaron el programa. "Moonlight Walk" de Poppin'Party también se utilizó como final de The Fruit of Evolution: Before I Knew It, My Life Had It Made.
La serie Cardfight!! Vanguard también ha hecho un uso regular de la música de la franquicia para temas musicales. Su reinicio de 2018 vio a Roselia interpretar la apertura "Legendary" y el final "Heroic Advent" (este último aparece en el arco G: Z), mientras que RAS fue responsable de uno de los finales del reinicio "Unstoppable" y Cardfight. Los temas de Vanguard: High School Arc Cont. con "Invincible Fighter" y "Takin' My Heart". En 2021, la primera temporada de Cardfight!! Vanguard overDress presentó respectivamente "ZEAL of proud" de Roselia y "Y" de Argonavis como apertura y final, mientras que la segunda temporada utilizó "Fateful ..." de Morfonica como final. El spin-off de 2018 de Cardfight!! llamada Bermuda Triangle: Colorful Pastrale tenía la canción de Pastel Palettes "Wonderland Girl" como tema de apertura. En junio de 2024, "Destiny" de MyGO!!!!! también se usó como final para la segunda temporada de Cardfight!! Vanguard DivineZ.